# Macrobrachium moorei
Espèce
Statut de conservation UICN

 LC  : Préoccupation mineure
Macrobrachium moorei est une espèce de crevettes endémique du lac Tanganyika en Afrique.